# Heinz Huth (Segelflieger)

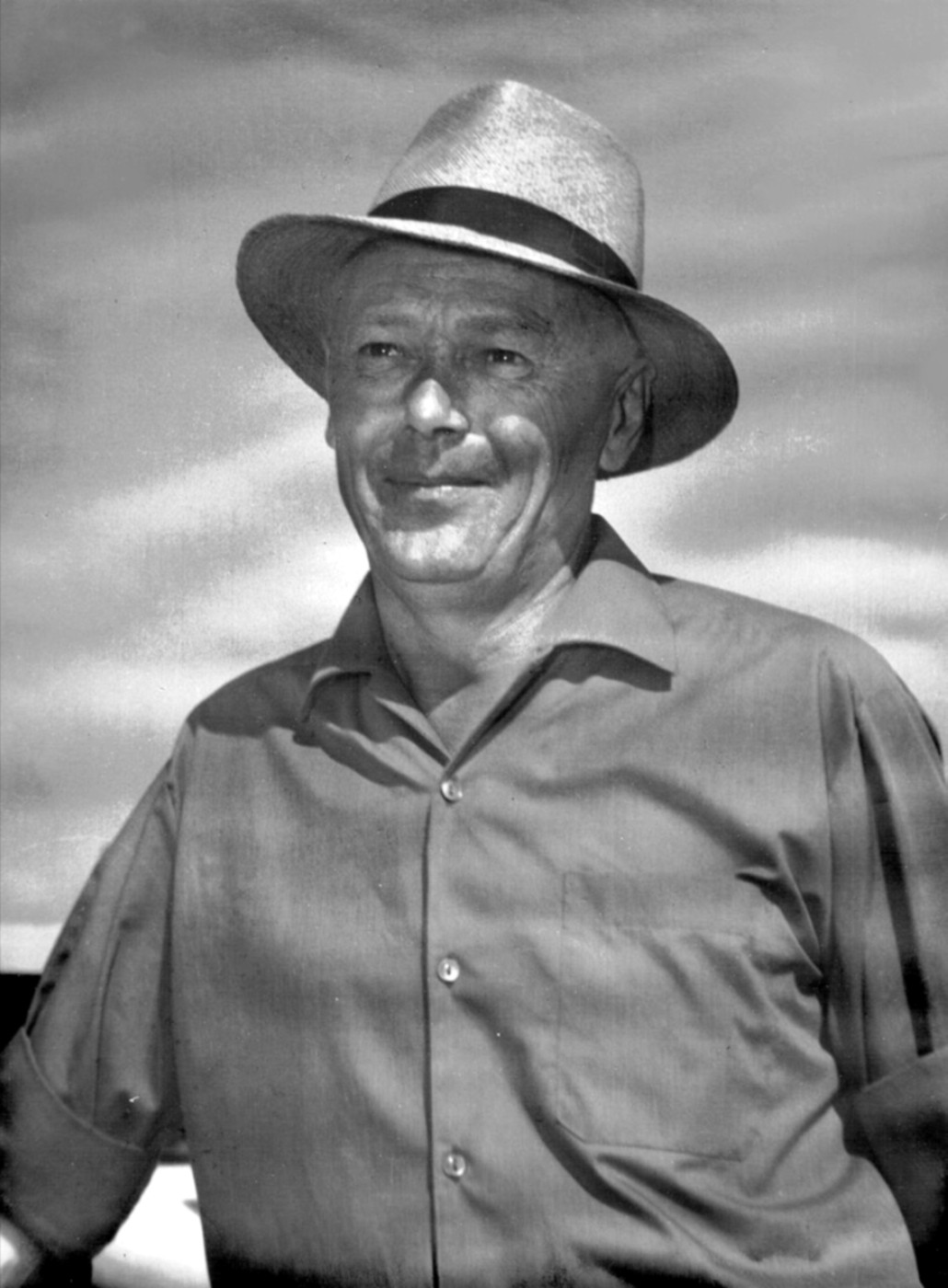
Heinz Huth, 1963

Heinz Huth (* 5. Dezember 1908 in Hamburg; † 20. September 1996 ebenda) war ein deutscher Segelflieger und 1960 und 1963 Weltmeister in der Standard-Klasse.

## Werdegang
Huth begann 1928 mit dem Segelflug. Er erlernte den Beruf des Maschinenbauers. 1936 wurde er Berufspilot. Während des Zweiten Weltkrieges flog er in einer Wettererkundungsstaffel.
Nach dem Krieg wurde Huth Flugsicherungsinspektor auf dem Hamburger Flughafen Fuhlsbüttel.
Bei seiner ersten Teilnahme an einer Weltmeisterschaft 1958 in Leszno/Polen wurde Huth Dritter in der Standard-Klasse. Ernst Günter Haase wurde als erster Deutscher nach dem Krieg Weltmeister in der Offenen Klasse.
Bei der 8. Segelflugmeisterschaft 1960 in Köln-Butzweilerhof konnte er sich gegen die internationale Konkurrenz durchsetzen und wurde Weltmeister in der Standard-Klasse.
Bei der nächsten Weltmeisterschaft 1963 in Junín/Argentinien flog Huth streng nach Sollfahrt-Tabellen. Diese verbesserten Tabellen, die er für seine Ka 6 CR „Alte Liebe“ erstellt hatte, verbesserten auch seinen Flugstil. So wurde er 1963 der erste Segelflieger, der einen Weltmeistertitel verteidigen konnte. Dieses Vorgehen sollte ihm auch noch sechsmal den Titel eines Deutschen Meisters einbringen.
Huth setzte schon zur Wettkampfvorbereitung eine Mannschaft ein, darunter oft seine Ehefrau Helene, genannt Taube. Sie versorgte ihn mit aktuellen Wetterdaten und achtete stets auf eine hohe Oberflächengüte der Maschine. Auch seine überdurchschnittlichen Kenntnisse über Wetterentwicklungen machten ihn bis ins Alter zu einem achtbaren Gegner bei Wettbewerben. Seine Erfolge trugen wesentlich zum Erfolg der Schleicher Ka 6 bei.
Bei der 10. Weltmeisterschaft 1965 in South Cerney/Großbritannien erreichte Huth Platz 14.
Bei der 11. Weltmeisterschaft 1968 in Leszno/Polen flog er in der Offenen Klasse mit einer ASW 12 auf Platz 4.